# Tourreilles
Tourreilles es una localidad y comuna francesa, situada en el departamento del Aude en la región de Languedoc-Roussillon. 
A sus habitantes se les conoce en francés por el gentilicio Tourreillois.

## Demografía
| 95 | 108 | 103 | 87 | 98 | 93 |
| Para los censos de 1962 a 1999 la población legal corresponde a la población sin duplicidades (Fuente: INSEE [Consultar]) |     |     |    |    |    |

(Población sans doubles comptes según la metodología del INSEE).

## Lugares de interés
- Iglesia de Saint Saturnin